# Huawei Ascend D2
Huawei Ascend D2 es un teléfono inteligente desarrollado por Huawei que salió a la venta en enero de 2013. Su Sistema Operativo es Android, versión 4.1 Jelly Bean. Admite tarjetas de memoria microSD.

## Características
Para diferentes mercados, Huawei ha previsto dos modelos de este teléfono: D2-0082, en adaptaciones distintas para redes 2G y 3G y D2-2010 que se usa en redes CDMA y soporta otras redes GSM. Ambos modelos poseen un chipset Huawei Hi-Silicon K3V2 Balong V7R1 y un procesador de cuatro núcleos que funciona a 1,5 GHz. El fabricante no declara que este equipo use procesador gráfico, por lo que debe estar incorporado al procesador de 4 núcleos. 
Sus dimensiones son de 14,0 x 7,1 x 0,94 cm y pesa 170 gramos. La pantalla tiene una resolución de 480 x 800 píxeles. Cuenta con una cámara trasera de 5 Mp, con una resolución de 1080 x 1920 píxeles y otra delantera de 1,3 Megapíxeles para aplicaciones de cámara web. Tiene conectividad Wi-Fi, Bluetooth, DLNA, USB y GPS en 4 diferentes modos. No posee sintonizador FM.